# بننیترا
بننیترا (به لاتین: Benenitra) یک منطقهٔ مسکونی در ماداگاسکار است که در بننیترا واقع شده‌است. بننیترا ۳۹٬۷۶۶ نفر جمعیت دارد و ۲۴۰ متر بالاتر از سطح دریا واقع شده‌است.